# Cannonball's Sharpshooters
Cannonball's Sharpshooters è il sesto album di Julian Cannonball Adderley, pubblicato nel 1958 dalla Mercury Records.

## Descrizione
Nel disco originale in vinile gli autori di alcuni brani sono diversi da quelli indicati in pubblicazioni più recenti: ad esempio sul disco in vinile (di cui si riporta più sotto la lista dei brani), per "Fuller Bop Man" è indicato come autore J. Cannonball Adderley, mentre in altre fonti è indicato Curtis Fuller; di "Stay On It" sul vinile è sempre indicato Adderley mentre in altre pubblicazioni viene indicato Tadd Dameron; per "If I Love Again" il disco originale riporta come autore la coppia Murray - Oakland, mentre da altre parti è accreditato alla coppia di autori Oscar Hammerstein II e Richard Rodgers; di "Straight No Chaser", brano di Thelonious Monk, sul vinile originale è indicato come autore Cannonball Adderley.

## Tracce
Lato A
1. Our Delight – 4:38 (Tadd Dameron)
2. What's New? – 5:02 (Bob Haggart, Johnny Burke)
3. Fuller Bop Man – 3:43 (Julian Cannonball Adderley*)
4. Jubilation – 5:25 (Julian Cannonball Adderley)

Durata totale: 18:48
Lato B
1. Stay on It – 4:38 (Julian Cannonball Adderley*)
2. If I Love Again – 5:27 (Murray, Oakland*)
3. Straight, No Chaser – 8:26 (Julian Cannonball Adderley*)

Durata totale: 18:31

## Musicisti
- Julian Cannonball Adderley - sassofono alto
- Nat Adderley - cornetta
- Junior Mance - pianoforte
- Sam Jones - contrabbasso
- Jimmy Cobb - batteria